# Pristimantis labiosus
Pristimantis labiosus är en groddjursart som först beskrevs av Lynch, Ruiz-Carranza och Ardila-Robayo 1994.  Pristimantis labiosus ingår i släktet Pristimantis och familjen Strabomantidae. IUCN kategoriserar arten globalt som livskraftig. Inga underarter finns listade i Catalogue of Life.